# Pontoy
Pontoy és un municipi francès, situat al departament del Mosel·la i a la regió del Gran Est. L'any 2007 tenia 443 habitants.

## Demografia

### Població
El 2007 la població de fet de Pontoy era de 443 persones. Hi havia 145 famílies, de les quals 24 eren unipersonals (20 homes vivint sols i 4 dones vivint soles), 32 parelles sense fills, 85 parelles amb fills i 4 famílies monoparentals amb fills.
La població ha evolucionat segons el següent gràfic:
Habitants censats

### Habitatges
El 2007 hi havia 148 habitatges, 145 eren l'habitatge principal de la família, 1 era una segona residència i 2 estaven desocupats. 147 eren cases i 1 era un apartament. Dels 145 habitatges principals, 139 estaven ocupats pels seus propietaris, 5 estaven llogats i ocupats pels llogaters i 1 estava cedit a títol gratuït; 4 tenien tres cambres, 26 en tenien quatre i 115 en tenien cinc o més. 132 habitatges disposaven pel capbaix d'una plaça de pàrquing. A 50 habitatges hi havia un automòbil i a 91 n'hi havia dos o més.

### Piràmide de població
La piràmide de població per edats i sexe el 2009 era:
| Homes | Edats   | Dones |
| ----- | ------- | ----- |
| 0     | 95 o +  | 0     |
| 0     | 90 a 94 | 0     |
| 0     | 85 a 89 | 0     |
| 4     | 80 a 84 | 12    |
| 0     | 75 a 79 | 0     |
| 12    | 70 a 74 | 0     |
| 8     | 65 a 69 | 8     |
| 0     | 60 a 64 | 12    |
| 4     | 55 a 59 | 4     |
| 16    | 50 a 54 | 16    |
| 24    | 45 a 49 | 24    |
| 44    | 40 a 44 | 16    |
| 16    | 35 a 39 | 28    |
| 24    | 30 a 34 | 12    |
| 16    | 25 a 29 | 12    |
| 8     | 20 a 24 | 20    |
| 20    | 15 a 19 | 36    |
| 16    | 10 a 14 | 12    |
| 16    | 5 a 9   | 20    |
| 0     | 0 a 4   | 12    |

## Economia
El 2007 la població en edat de treballar era de 318 persones, 237 eren actives i 81 eren inactives. De les 237 persones actives 225 estaven ocupades (124 homes i 101 dones) i 12 estaven aturades (4 homes i 8 dones). De les 81 persones inactives 20 estaven jubilades, 27 estaven estudiant i 34 estaven classificades com a «altres inactius».

### Ingressos
El 2009 a Pontoy hi havia 148 unitats fiscals que integraven 434 persones, la mediana anual d'ingressos fiscals per persona era de 21.706,5 €.

### Activitats econòmiques
Dels 14 establiments que hi havia el 2007, 4 eren d'empreses de construcció, 3 d'empreses de comerç i reparació d'automòbils, 1 d'una empresa de transport, 1 d'una empresa d'informació i comunicació, 1 d'una empresa financera, 2 d'empreses de serveis, 1 d'una entitat de l'administració pública i 1 d'una empresa classificada com a «altres activitats de serveis».
Dels 4 establiments de servei als particulars que hi havia el 2009, 1 era un taller de reparació d'automòbils i de material agrícola, 1 fusteria i 2 empreses de construcció.
L'any 2000 a Pontoy hi havia 15 explotacions agrícoles que ocupaven un total de 855 hectàrees.

## Equipaments sanitaris i escolars
El 2009 hi havia una escola elemental integrada dins d'un grup escolar amb les comunes properes formant una escola dispersa.

## Poblacions més properes
El següent diagrama mostra les poblacions més properes.